# Luciano De Genova
Luciano De Genova (né le 19 mai 1931 à Gênes et mort le 10 novembre 2019 à Bogliasco) est un haltérophile italien.
Il représente l’Italie aux Jeux olympiques d'été de 1956 et de 1960, concourant dans la catégorie des poids légers (moins de 67,5 kg).

## Biographie
Luciano De Genova participe aux Championnats d'Europe d'haltérophilie 1955, terminant second derrière le Russe Nikolay Kostylev. L'année suivante, il termine troisième avec un total de 347,5 kg.
Il prend part aux Jeux olympiques d’été de 1956 à Melbourne où il termine 16e sur 18 athlètes, alors qu'il souffre d’une fatigue musculaire.
En 1958, Luciano De Genova participe aux Championnats d'Europe et aux Championnats du monde, remportant une médaille d'argent dans les deux compétitions.
Luciano De Genova termine 13e aux Jeux olympiques d'été de 1960 à Rome, en soulevant un total de 352,5 kg.